# Греко-римская борьба на летних Олимпийских играх 1936 — до 56 кг
Соревнования по греко-римской борьбе в рамках Олимпийских игр 1936 года в легчайшем весе (до 56 килограммов) прошли в Берлине с 6 по 9 августа 1936 года в «Германском Зале». 
Турнир проводился по системе с начислением штрафных баллов. За чистую победу штрафные баллы не начислялись, за победу по очкам борец получал один штрафной балл, за поражение по очкам со счётом 2-1 два штрафных балла, за поражение со счётом 3-0 или чистое поражение — три штрафных балла. Борец, набравший пять штрафных баллов, из турнира выбывал. Тот круг, в котором число оставшихся борцов становилось меньше или равно количеству призовых мест, объявлялся финальным, и борцы, вышедшие в финал, проводили встречи между собой. В случае, если они уже встречались в предварительных встречах, такие результаты зачитывались. Схватка по регламенту турнира продолжалась 20 минут.
В легчайшем весе боролись 18 участников. Явным фаворитом в этом весе был победитель четырёх из пяти предшествующих чемпионатов Европы Херман Тювессон, но он решил на этих играх выступать лишь в вольной борьбе. В отсутствие Тювессона явного фаворита не было: на победу могли претендовать Мартон Лёринц, чемпион Европы 1934 и вице-чемпион 1935 годов, но по вольной борьбе, Якоб Брендель, действующий олимпийский чемпион в этом весе и молодые борцы Эгон Свенссон и Вяйнё Перттунен. 
В финал вышли Свенссон с тремя штрафными баллами и Лёринц с четырьмя баллами. В этой встрече победил Лёринц, Свенссон занял второе место. Третье место занял Якоб Брендель, который выбыл из соревнований вместе с Вяйнё Перттуненом в предыдущем круге с равным количеством штрафных баллов, но Брендель ранее победил Перттунена в личной встрече. 

## Призовые места
- Мартон Лёринц
- Эгон Свенссон
- Якоб Брендель

## Первый круг
| Штрафных баллов | Участник 1      | Результат    | Участник 2       | Штрафных баллов |
| --------------- | --------------- | ------------ | ---------------- | --------------- |
| 1               | Вяйнё Перттунен | 3-0          | Хюсейн Эркмен    | 3               |
| 1               | Фердинанд Хыжа  | 3-0          | Якоб Брендель    | 3               |
| 1               | Роберт Войгт    | 3-0          | Карло Тот        | 3               |
| 0               | Йосиф Тояр      | Туше (11:58) | Жорж Байл        | 3               |
| 1               | Данте Бертоли   | 3-0          | Эвальд Сикк      | 3               |
| 0               | Али Эрфан       | Туше (12:15) | Йозеф Буембергер | 3               |
| 0               | Мартон Лёринц   | Туше (2:15)  | Франц Кристен    | 3               |
| 0               | Эгон Свенссон   | Туше (18:19) | Ивар Стокке      | 3               |
| 0               | Антоний Рокита  | Туше (5:53)  | Альфред Жилль    | 3               |

## Второй круг
| Штрафных баллов | Участник 1     | Результат    | Участник 2       | Штрафных баллов |
| --------------- | -------------- | ------------ | ---------------- | --------------- |
| 2               | Фердинанд Хыжа | 2-1          | Хюсейн Эркмен    | 5               |
| 4               | Якоб Брендель  | 3-0          | Вяйнё Перттунен  | 4               |
| 1               | Роберт Войгт   | Туше (14:13) | Жорж Байл        | 6               |
| 1               | Йосиф Тояр     | 3-0          | Карло Тот        | 6               |
| 1               | Данте Бертоли  | Туше (7:17)  | Али Эрфан        | 3               |
| 3               | Эвальд Сикк    | Туше (12:30) | Йозеф Буембергер | 6               |
| 0               | Эгон Свенссон  | Туше (6:06)  | Франц Кристен    | 6               |
| 0               | Мартон Лёринц  | Туше (13:53) | Альфред Жилль    | 6               |
| 3               | Ивар Стокке    | Туше (8:08)  | Антоний Рокита   | 3               |

## Третий круг
| Штрафных баллов | Участник 1      | Результат    | Участник 2     | Штрафных баллов |
| --------------- | --------------- | ------------ | -------------- | --------------- |
| 4               | Вяйнё Перттунен | Туше (15:59) | Фердинанд Хыжа | 5               |
| 4               | Якоб Брендель   | Туше (2:45)  | Роберт Войгт   | 4               |
| 1               | Йосиф Тояр      | Туше (2:50)  | Данте Бертоли  | 4               |
| 4               | Эвальд Сикк     | 3-0          | Али Эрфан      | 6               |
| 1               | Мартон Лёринц   | 3-0          | Ивар Стокке    | 6               |
| 0               | Эгон Свенссон   | Туше (4:49)  | Антоний Рокита | 6               |

## Четвёртый круг
| Штрафных баллов | Участник 1      | Результат       | Участник 2    | Штрафных баллов |
| --------------- | --------------- | --------------- | ------------- | --------------- |
| 4               | Вяйнё Перттунен | Туше (19:00)    | Роберт Войгт  | 7               |
| 4               | Якоб Брендель   | Туше (16:24)    | Йосиф Тояр    | 4               |
| 5               | Эвальд Сикк     | 3-0             | Мартон Лёринц | 4               |
| 0               | Эгон Свенссон   | Неявка (травма) | Данте Бертоли | 7               |

## Пятый круг
| Штрафных баллов | Участник 1      | Результат | Участник 2    | Штрафных баллов |
| --------------- | --------------- | --------- | ------------- | --------------- |
| 5               | Якоб Брендель   | 3-0       | Эгон Свенссон | 3               |
| 5               | Вяйнё Перттунен | 2-1       | Йосиф Тояр    | 6               |
| 4               | Мартон Лёринц   | Пропускал |               |                 |

## Финал
| Штрафных баллов | Участник 1    | Результат | Участник 2    | Штрафных баллов |
| --------------- | ------------- | --------- | ------------- | --------------- |
|                 | Мартон Лёринц | 3-0       | Эгон Свенссон |                 |